# Merogomphus vespertinus
Merogomphus vespertinus – gatunek ważki z rodziny gadziogłówkowatych (Gomphidae).